# Liolaemus caparensis
Espèce
Statut de conservation UICN

 LC  : Préoccupation mineure
Liolaemus caparensis est une espèce de sauriens de la famille des Liolaemidae.

## Répartition et habitat
Cette espèce est endémique de la province de Santa Cruz en Argentine. Elle vit dans les praires dominées par les fétuques. D'autres espèces sont présentes comme les buissons d'Anartrophyllum desideratum, de Senecio et les herbes Stipa.

## Publication originale
- Breitman, Fulvio-Pérez, Parra, Morando, Sites & Avila, 2011 : New species of lizard from the magellanicus clade of the Liolaemus lineomaculatus section (Squamata: Iguania: Liolaemidae) from southern Patagonia. Zootaxa, no 3123, p. 32–48.